# Angela de’ Rossi

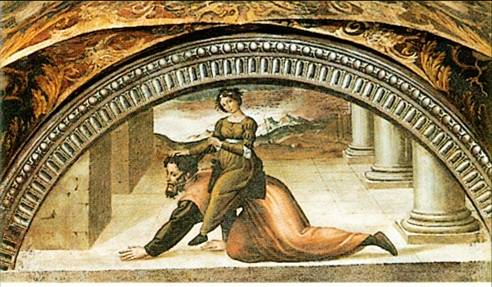
Fresko im Palazzo Vitelli alla Cannoniera, vermutlich nach dem Modell der Gräfin Angela

Angela Paola de’ Rossi (* um 1506 in San Secondo; † 11. November 1573, Città di Castello) war eine italienische Adlige, die in erster Ehe mit Vitello Vitelli und in zweiter Ehe mit Alessandro Vitelli, beides Mitglieder der Adelsfamilie Vitelli aus Città di Castello, verheiratet war.

## Biografie

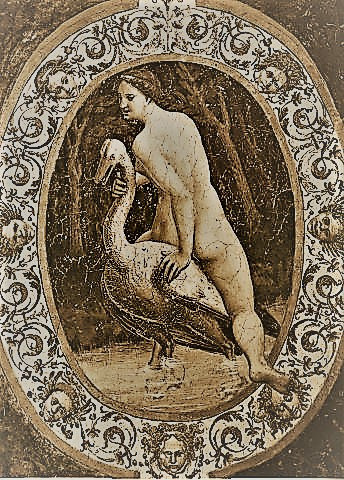
Gräfin Angela, als „Leda mit dem Schwan“ (Cola dell’Amatrice, Palazzo Vitelli alla Cannoniera)

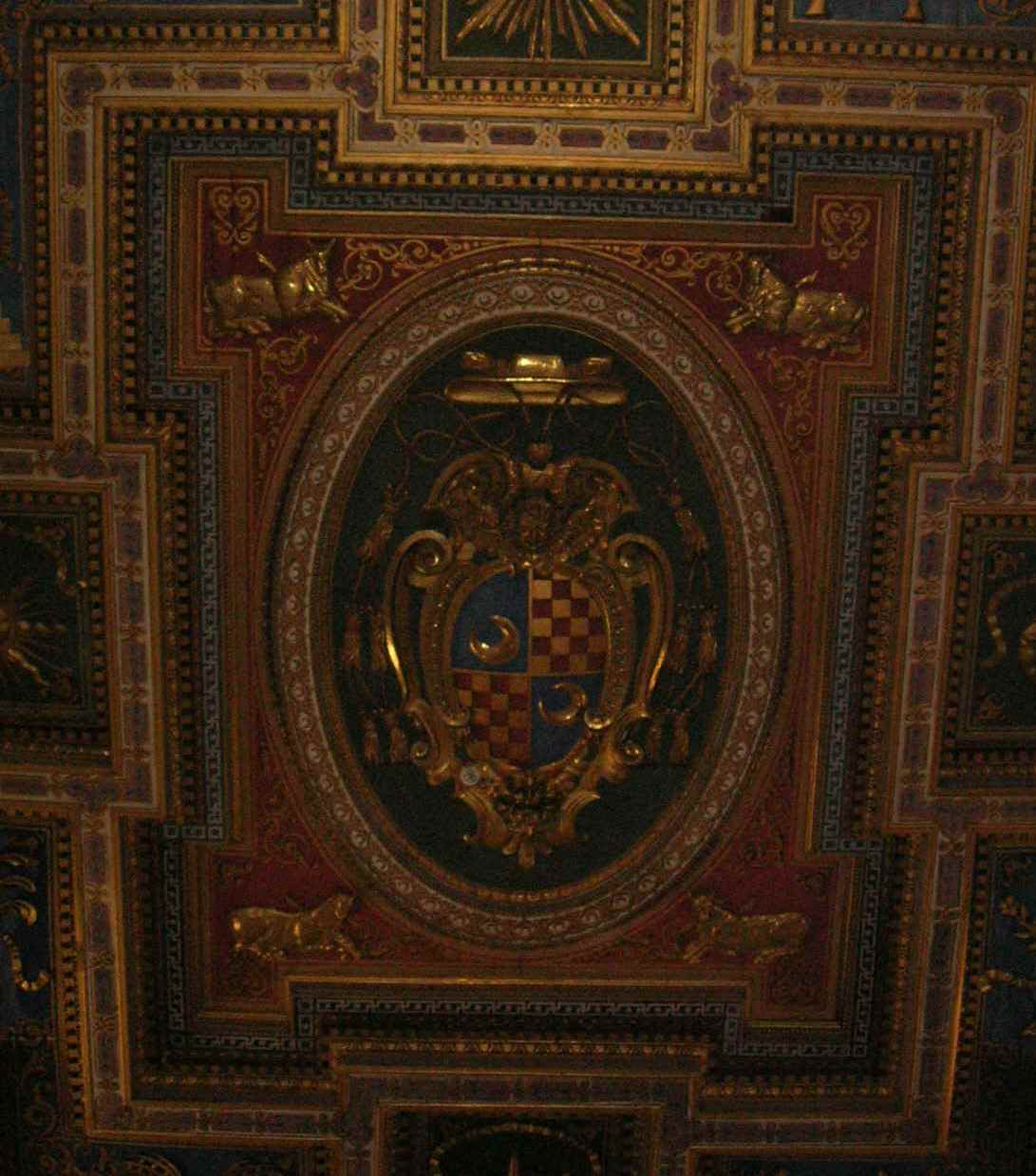
Wappen der Vitellis (Kirche San Marcello al Corso in Rom)

Die Tochter von Troilo I. de’ Rossi und Bianca Riario (Tochter von Caterina Sforza und Großnichte von Papst Sixtus IV.) wurde um 1506 als vierte von neun Geschwistern in San Secondo geboren. Ihre Brüder waren Pier Maria III., Giovan Girolamo, Bertrando, Alessandro, Ettore und Giulio Cesare, ihre Schwestern Costanza und Camilla. Am 11. August 1522 begaben sich Bianca und Pier Maria III. nach Città di Castello, um den Ehevertrag zwischen Angela und dem Herrn der Stadt, Vitello Vitelli (1480–1528), zu unterschreiben.
Die Ehe wurde auch vom Onkel der jungen Braut, Giovanni dalle Bande Nere, gefeiert, der zu dieser Gelegenheit verschiedene Feste und Turniere organisierte, als er nach Reggio nell’Emilia zog. Aus dieser ersten Ehe Angelas gingen drei Kinder hervor: Porzia, spätere Nonne in Florenz, Camillo (1528–1557), Kapitän bei Francesco I. und Cosimo I. de’ Medici, seinem Vetter, sowie Costanza, die später Rodolfo II. Baglioni, den Herrn von Perugia, heiratete.
Da Angelas erster Gatte 1528 an der Pest starb, wurde die Gräfin erneut mit einem Angehörigen des Hauses Vitelli verheiratet. Sie heiratete 1530 Alessandro Vitelli, den Vetter ihres ersten Gatten, Grafen von Montone, Herrn von Citerna und Amatrice, eine zentrale Persönlichkeit im politischen und militärischen Leben des 16. Jahrhunderts. Von ihrem zweiten Gatten hatte Angela neun Kinder, dessen bedeutendstes sicherlich der spätere Kardinal Vitellozzo Vitelli war, während ein weiterer Sohn, Vincenzo, ebenfalls eine gewisse Bekanntheit erreichte, da er in der Seeschlacht von Lepanto (1571) kämpfte, bevor ihn Lucovico Orsini 1583 ermordete. Die Vitellis erhielten von Papst Pius IV. das Münzrecht: Auf einigen Testoni von 1565 ist das Wappen von Kardinal Vitelli zu sehen. In das Wappen der Vitellis wurde der springende Löwe der Rossis, also der Dynastie Angelas, integriert.
Entschlossen und skrupellos dominierte Angela den Hof der Vitellis und beeinflusste das Schicksal der von ihnen beherrschten Gebiete, insbesondere nach dem Tod ihres zweiten Gatten 1554. Die Macht, die ihr Sohn, Kardinal Vitelli, erreichte, verleitete sie zu Machtmissbrauch und schlechter Einflussnahme, vor allen Dingen unter dem Pontifikat von Julius III., der die Familie unterstützte. Sie verwaltete nach seinen Wünschen das Bistum Città di Castello und vernichtete die Antagonisten der Familie Pallanti. Das Inquisitionsgericht und der unvorhergesehene Tod des Sohnes 1568 stoppten den rachsüchtigen Geist der Gräfin, die auf Befehl des Papstes Pius V. verhaftet und in der Engelsburg eingesperrt wurde. Aus Alters- und Gesundheitsgründen wurde sie 1572 aus dem Gefängnis entlassen und kehrte nach der Begnadigung nach Città di Castello zurück. Den Kindern wurde ihr Vermögen zwangsversteigert.
Angela de’ Rossi starb plötzlich am 11. November 1573 im Alter von 67 Jahren in ihrem Palast in San Giacomo und wurde in der Kirche Madonna delle Grazie in Città di Castello begraben.

### Die zweite Ehe
Die Heirat mit Graf Alessandro Vitelli gehörte damals zu den prestigeträchtigsten im Adel. Anlässlich der Heirat mit Angela de’ Rossi ließ Alessandro Vitelli zwischen 1530 und 1532 den Palazzo Vitelli alla Cannoniera errichten, an dessen Realisierung verschiedene Künstler, wie Giorgio Vasari, Cristofano Gherardi und die Della Robbias beteiligt waren.
Von Eifersucht wegen ihres Gattens gequält (der vielleicht von einer gewissen Laura geliebt wurde, die sie durch einen gedungenen Mörder hatte beseitigen lassen) ließ sich Angela einen neuen Palast errichten, den Palazzo Vitelli a San Giacomo, auch wenn es in diesem Punkt noch Zweifel gibt: Es erscheint wahrscheinlicher, dass dieses Gebäude im Auftrag ihres ersten Gatten, Vitello Vitelli, erbaut wurde. Die Residenz wurde vom örtlichen Künstler Luca Antonio Angeloni realisiert und die Mitwirkung von Parmigianino ist möglich, wenn auch von dessen Arbeit keine sichtbaren Spuren übriggeblieben sind.
Die Vitellis, Mäzene und Protektoren der Künstler, organisierten in ihrem Palast einen kleinen, aber wertvollen Hofstaat, der von Adligen und bedeutenden Künstlern, wie Luca Signorelli, dem jugendlichen Raffael, Giorgio Vasari, Rosso Fiorentino, Raffaellino del Colle, Santi di Tito und Pomarancio frequentiert wurde.
Cristofano Gherardi (1508–1556), ein Schüler Rosso Fiorentinos und Mitarbeiter Giorgio Vasaris und anderer Maler, wie Cola dell’Amatrices, ließ sich von der Erscheinung der Gräfin bei der Ausführung zweier allegorischer Fresken am Deckengewölbe der Treppe im Palazzo Vitelli alla Cannoniera, der Hauptresidenz der Vitellis, inspirieren: „Leda mit dem Schwan“ und – als damals ungewöhnliche Szene – „Frau, die auf einem reifen Mann reitet“, in der eine tyrannische Angela den Bischof von Città di Castello, Alessandro Stefano Filodori, „dominiert“, mit dem sie oft Streit hatte, bis zu dem Punkt, dass sie ihn absichtlich schubste und er die Treppe hinunterfiel.

## Verwandte
Angela war in erster Ehe mit Vitello Vitelli verheiratet. Daraus gingen drei Kinder hervor:
- Camillo II. (1528–1577), Graf von Montone.
- Costanza
- Porzia

In zweiter Ehe war sie mit Alessandro Vitelli verheiratet und hatte mit ihm neun Kinder:
- Vitellozzo (1531–1568), Bischof von Città di Castello
- Vincenzo († 1583), Graf von Montefiore.
- Jacopo
- Cesare
- Alfonso († 1591), Herr von Citerna.
- Antea
- Doralice
- Beatrice
- Giulio

## Bildergalerie

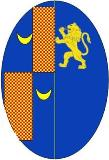
Wappen der Vitelli-Rossis
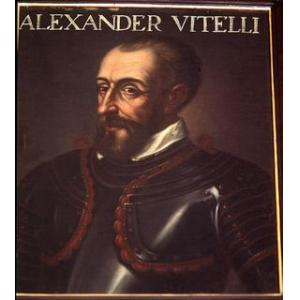
Alessandro Vitelli
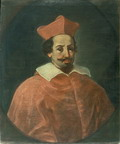
Kardinal Vitellozzo Vitelli
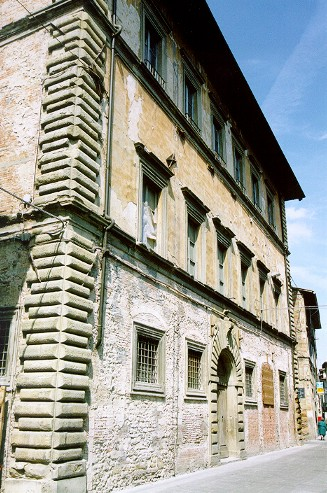
Fassade des Palazzo Vitelli a San Giacomo
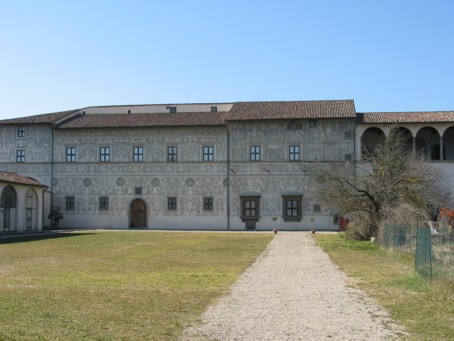
Ansicht des Palazzo Vitelli alla Cannoniera
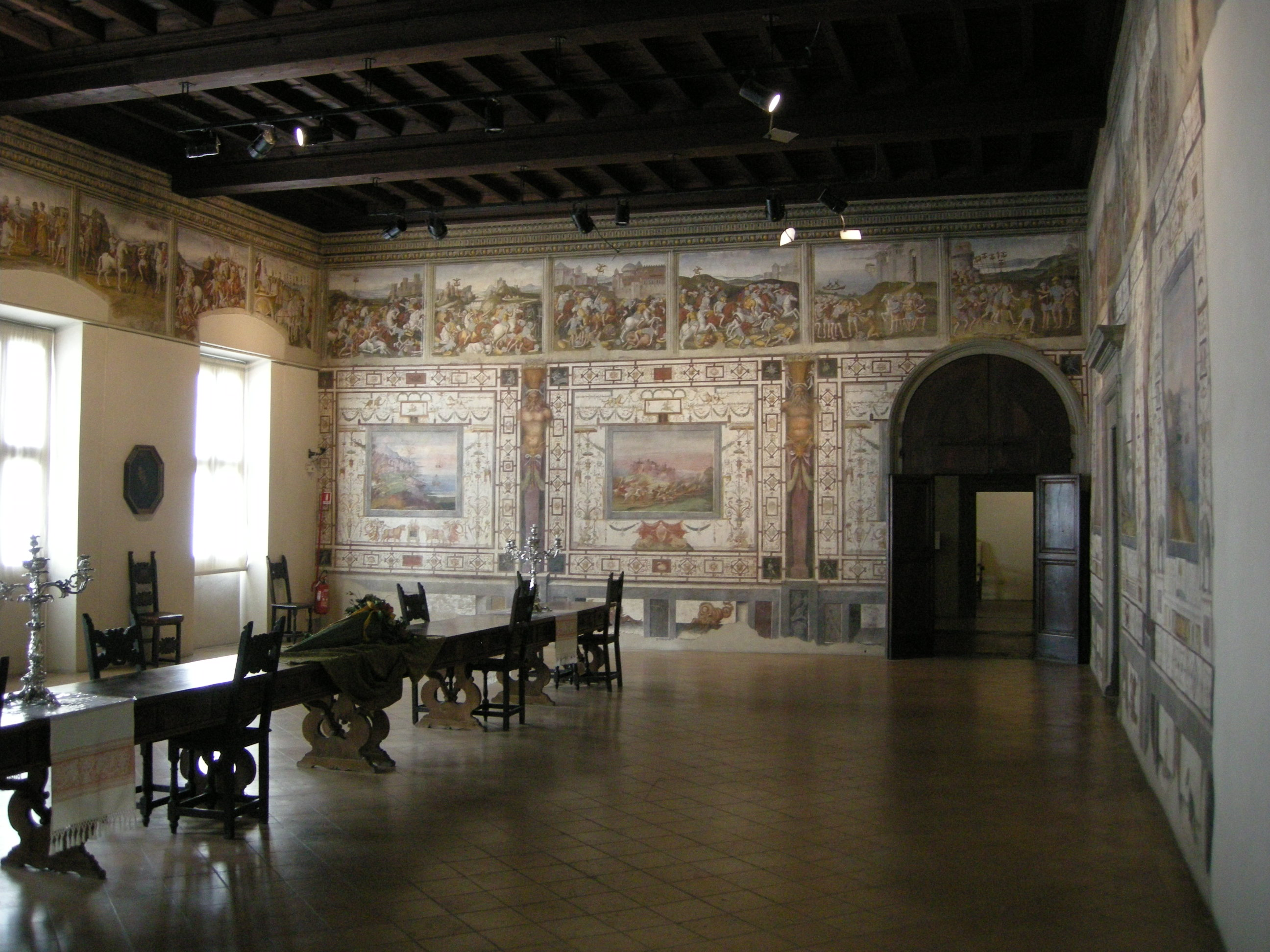
Im Inneren des Palazzo Vitelli alla Cannoniera
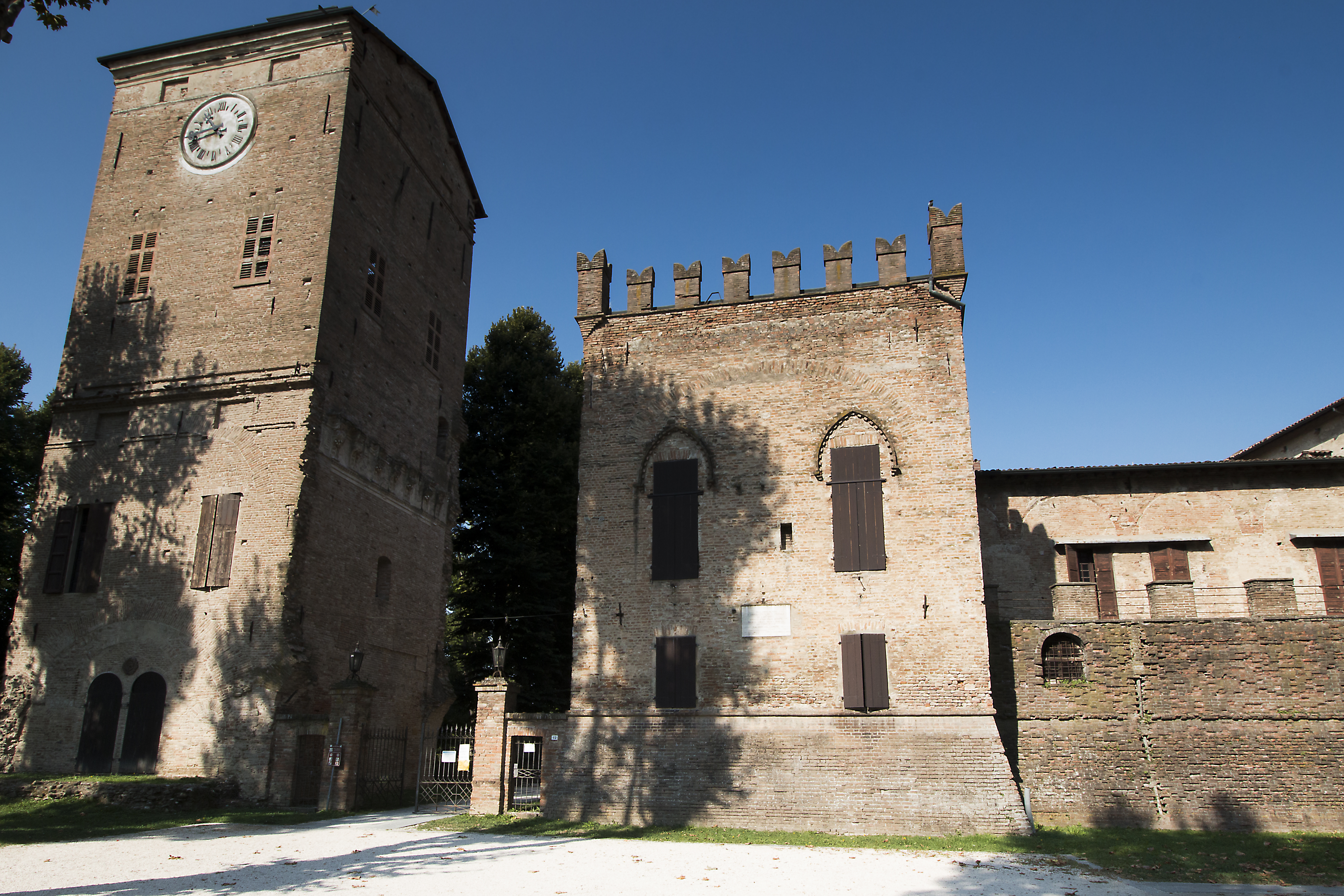
Rocca dei Rossi in San Secondo